# Spengler Cup
Der Spengler Cup (italienisch Coppa Spengler, französisch Coupe Spengler) gilt als das älteste internationale Eishockeyturnier für Vereinsmannschaften, das noch heute ausgetragen wird. Die gleichnamige Siegertrophäe wurde 1923 das erste Mal vergeben. Die teilnehmenden Mannschaften aus der ganzen Welt werden vom Gastgeber HC Davos eingeladen. Seit 1984 spielt auch das Team Canada in einer Formation mit, die nicht der üblichen kanadischen Nationalmannschaft entspricht, sondern kanadische Spieler aus europäischen Klubs umfasst. Das Turnier findet jährlich zwischen dem Stephanstag und Silvester im Eisstadion von Davos in der Schweiz statt.

## Geschichte
Mit der Stiftung des Wanderpreises ging es laut Stiftungsurkunde darum, «die Jugend der durch den Ersten Weltkrieg verfeindeten Nationen in sportlichen Kontakten wieder zusammenzuführen». Das gegenseitige Verständnis und Vertrauen sollte in fairem, freundschaftlichem Kräftemessen gefunden und gefördert werden.
Der Name des Turniers geht auf den eishockeybegeisterten Stifter des ersten Wanderbechers Carl Spengler zurück, den Sohn von Alexander Spengler, der Davos als Kurort bekannt machte. Spengler hatte die Idee zusammen mit Paul Müller, dem Gründer des Eishockeyclubs Davos, vorangetrieben.
Bei der ersten Durchführung des Turniers trafen mit den Mannschaften von Oxford, Cambridge, dem Berliner SC und dem Wiener EV Mannschaften aus Kriegsgegner-Nationen aufeinander.
In den Jahren 1939, 1940 fand aufgrund des Zweiten Weltkrieges der Coupe de Davos mit nur Schweizer Teams statt. 1949 (Beginn des Kalten Krieges) und 1956 (wirtschaftliche Gründe) fand das Turnier nicht statt. Auch 2020 und 2021 musste das Turnier wegen der Coronapandemie abgesagt werden. So fand 2023, am 100. Geburtstag des Spengler Cups, die 95. Turnieraustragung statt.
Seit 1979 wird nicht mehr auf einem Ausseneis, sondern im Eisstadion Davos gespielt.
Das Turnier wird in vielen Ländern live im Fernsehen übertragen, unter anderem auf dem kanadischen Sender TSN. Zwischen 150 und 200 Medienschaffende sind jeweils akkreditiert. Der Spengler Cup ist einer der grössten jährlich stattfindenden Schweizer Sportanlässe. Er hat ein Budget von circa 11 Millionen Schweizer Franken (Stand 2023), davon sind 30 Prozent Sponsoringanteil. Der Hauptsponsor des Turniers ist seit 1985 die UBS.
Dank einem meistens ausverkauften Stadion erreicht der Spengler Cup in diesen sechs Tagen mehr als 100'000 Besucher.
Der Spengler Cup Davos ist Mitglied der Organisationen von Swiss Top Events und Swisstopsport.

### Teilnehmer
Jedes Jahr nehmen sechs Mannschaften am Turnier teil. Gesetzt sind der Gastgeber HC Davos sowie seit 1984 das Team Canada – ein All-Star-Team, bestehend aus in Europa tätigen kanadischen Spielern. Zu den beiden Mannschaften kommen vier in der Regel von Jahr zu Jahr unterschiedliche Teams hinzu. Seit der Erweiterung des Teilnehmerfelds auf sechs Mannschaften im Jahr 2010 waren dies jeweils ein Schweizer Team sowie drei ausländische.

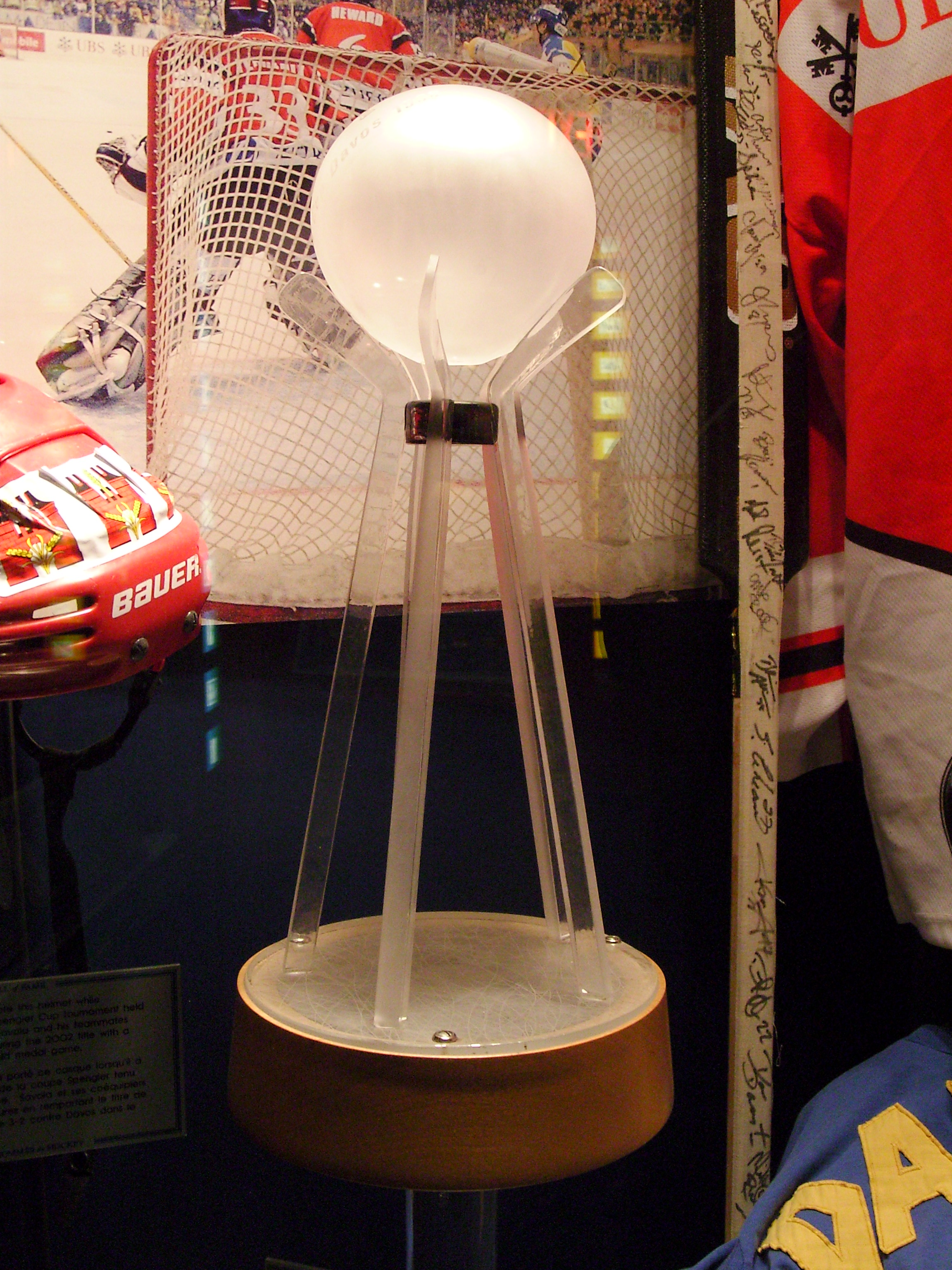
Der Spengler Cup ausgestellt in der Hockey Hall of Fame

## Modus

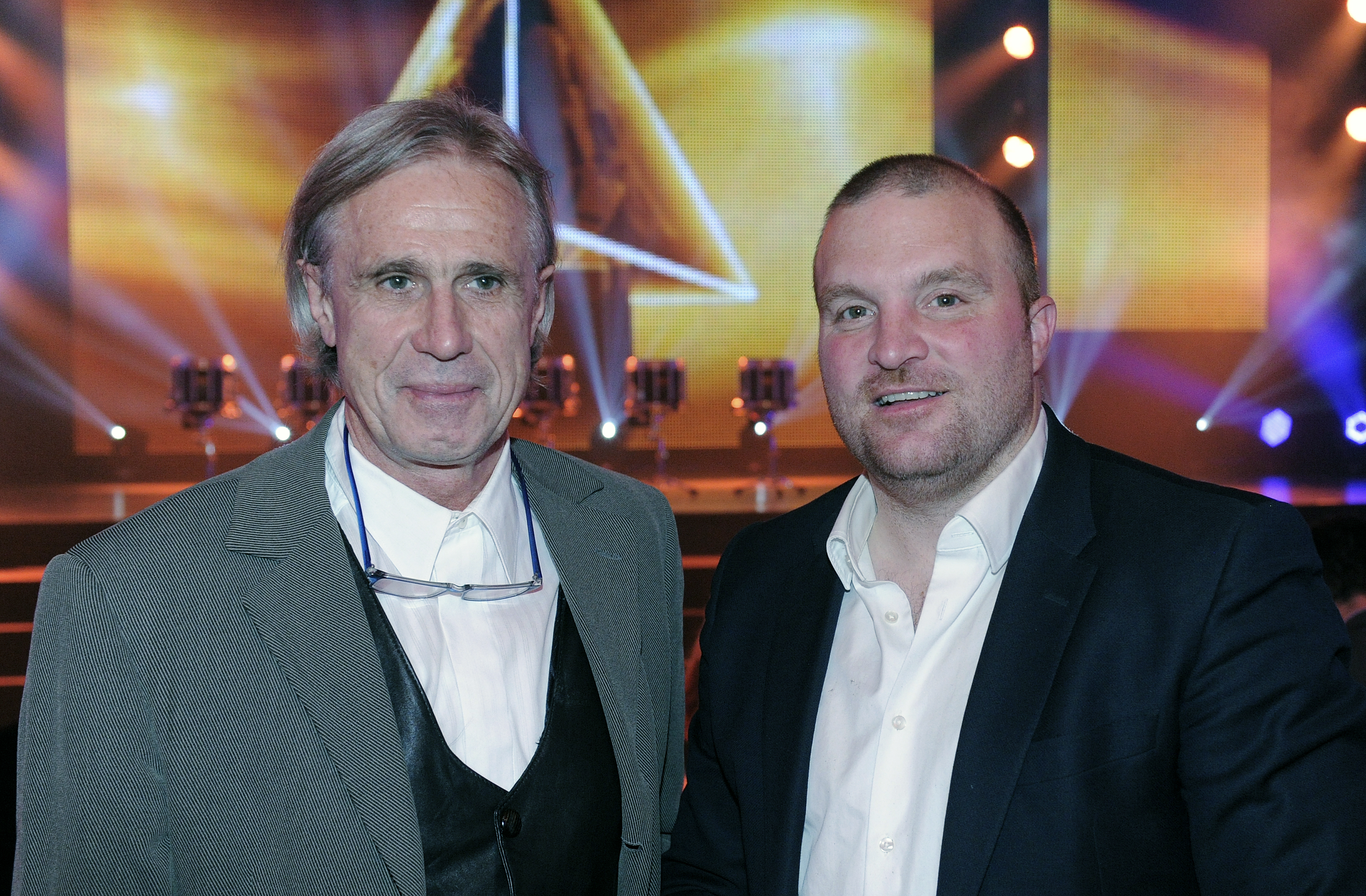
Fredi Pargätzi (links) organisierte 26 Jahre lang den Spengler Cup, seit 2016 hat Marc Gianola (rechts) das Amt des OK-Präsidenten inne

Traditionell wurde bis 2009 eine einfache Runde mit fünf Mannschaften gespielt, das heisst, jede Mannschaft spielte einmal gegen jede andere Mannschaft. Ab 1986 traten die beiden bestplatzierten Teams der Qualifikationsrunde zu einem Finalspiel gegeneinander an, um den Turniersieger zu ermitteln.
Um das fünftägige Turnier auch bis zum letzten Vorrundentag spannend halten zu können, wurde der Modus im Jahr 2010 modifiziert. Das Turnier wurde auf sechs Mannschaften erweitert und dabei um eine zweite Schweizer Mannschaft ergänzt. Die Teams werden in zwei Gruppen à drei Mannschaften aufgeteilt. Nach der Vorrunde sind die Gruppenersten für den Halbfinal qualifiziert, die Mannschaften auf den Plätzen zwei und drei spielen über Kreuz die weiteren Halbfinalisten aus. Die beiden Halbfinalsieger ermitteln schliesslich den Turniersieger. Der Final wird weiterhin – wie seit seiner Einführung im Jahr 1986 – traditionell am 31. Dezember um 12:00 Uhr angepfiffen.

### Punktevergabe
In der Vorrunde erhält der Sieger einer Partie jeweils drei Punkte, der Verlierer keinen. Falls das Spiel nach 60 Spielminuten unentschieden ausgeht, wird eine Verlängerung von fünf Minuten Länge gespielt. Seit dem Spengler Cup 2015 spielt man in der Verlängerung 3 gegen 3. Ist das Spiel danach immer noch unentschieden, wird der Sieger durch ein Penaltyschiessen ermittelt. In diesem Fall erhält das unterlegene Team noch einen Punkt, ebenso wenn es in der fünfminütigen Verlängerung verliert.

## Siegerliste
Rekordsieger sind der HC Davos und das Team Canada mit jeweils 16 Erfolgen.
| Jahr | Sieger                                                          | Finalgegner                       |
| ---- | --------------------------------------------------------------- | --------------------------------- |
| 1923 | Oxford University Ice Hockey Club                               | Berliner SC                       |
| 1924 | Berliner SC                                                     | HC Davos                          |
| 1925 | Oxford University Ice Hockey Club                               | HC Davos                          |
| 1926 | Berliner SC                                                     | HC Davos                          |
| 1927 | HC Davos                                                        | Berliner SC                       |
| 1928 | Berliner SC                                                     | Cambridge University              |
| 1929 | LTC Prag                                                        | HC Davos                          |
| 1930 | LTC Prag                                                        | HC Davos                          |
| 1931 | Oxford University Ice Hockey Club                               | Berliner SC                       |
| 1932 | Oxford University Ice Hockey Club LTC Prag (im Final 0:0 n. V.) |                                   |
| 1933 | HC Davos                                                        | Rapides de Paris                  |
| 1934 | HC Diavoli Rossoneri Milano                                     | Oxford University Ice Hockey Club |
| 1935 | HC Diavoli Rossoneri Milano                                     | HC Davos                          |
| 1936 | HC Davos                                                        | LTC Prag                          |
| 1937 | LTC Prag                                                        | HC Davos                          |
| 1938 | HC Davos                                                        | LTC Prag                          |
| 1939 | nicht ausgetragen                                               | nicht ausgetragen                 |
| 1940 | nicht ausgetragen                                               | nicht ausgetragen                 |
| 1941 | HC Davos                                                        | Berliner SC                       |
| 1942 | HC Davos                                                        | Zürcher SC                        |
| 1943 | HC Davos                                                        | Zürcher SC                        |
| 1944 | Zürcher SC                                                      | Montchoisi Lausanne               |
| 1945 | Zürcher SC                                                      | HC Davos                          |
| 1946 | LTC Prag                                                        | HC Davos                          |
| 1947 | LTC Prag                                                        | HC Davos                          |
| 1948 | LTC Prag                                                        | HC Davos                          |
| 1949 | nicht ausgetragen                                               | nicht ausgetragen                 |
| 1950 | HC Diavoli Rossoneri Milano                                     | AIK Stockholm                     |
| 1951 | HC Davos                                                        | Preussen Krefeld                  |
| 1952 | EV Füssen                                                       | Zürcher SC                        |
| 1953 | HC Milano Inter                                                 | HC Davos                          |
| 1954 | HC Milano Inter                                                 | EV Füssen                         |
| 1955 | Rudá hvězda Brno                                                | HC Davos                          |
| 1956 | nicht ausgetragen                                               | nicht ausgetragen                 |
| 1957 | HC Davos                                                        | Rudá hvězda Brno                  |
| 1958 | HC Davos                                                        | Diavoli HC Milano                 |
| 1959 | Athletic Club de Boulogne-Billancourt                           | EV Füssen                         |
| 1960 | Athletic Club de Boulogne-Billancourt                           | HC Davos                          |
| 1961 | Athletic Club de Boulogne-Billancourt                           | EV Füssen                         |
| 1962 | TJ Spartak Prag Sokolovo                                        | EV Füssen                         |
| 1963 | TJ Spartak Prag Sokolovo                                        | Klagenfurt                        |
| 1964 | EV Füssen                                                       | MoDo Alfredshem IK                |
| 1965 | ASD Dukla Jihlava                                               | Västerås IK                       |
| 1966 | ASD Dukla Jihlava                                               | Lüttich                           |
| 1967 | HK Lokomotive Moskau                                            | Kingston Aces                     |
| 1968 | ASD Dukla Jihlava                                               | Rögle BK                          |
| 1969 | HK Lokomotive Moskau                                            | ASD Dukla Jihlava                 |
| 1970 | SKA Leningrad                                                   | ASD Dukla Jihlava                 |
| 1971 | SKA Leningrad                                                   | Slovan ChZJD Bratislava           |
| 1972 | Slovan ChZJD Bratislava                                         | Torpedo Gorki                     |
| 1973 | Slovan ChZJD Bratislava                                         | HK Traktor Tscheljabinsk          |
| 1974 | Slovan ChZJD Bratislava                                         | Team Polen                        |
| 1975 | Olympiateam Tschechoslowakei                                    | Team Finnland                     |
| 1976 | B-Nationalteam UdSSR                                            | B-Nationalteam Tschechoslowakei   |
| 1977 | SKA Leningrad                                                   | ASD Dukla Jihlava                 |
| 1978 | ASD Dukla Jihlava                                               | AIK Stockholm                     |
| 1979 | Krylja Sowetow Moskau                                           | Düsseldorfer EG                   |
| 1980 | HK Spartak Moskau                                               | HC Vítkovice                      |
| 1981 | HK Spartak Moskau                                               | HC Davos                          |
| 1982 | ASD Dukla Jihlava                                               | HK Spartak Moskau                 |
| 1983 | HK Dynamo Moskau                                                | ASD Dukla Jihlava                 |
| 1984 | Team Canada                                                     | ASD Dukla Jihlava                 |
| 1985 | HK Spartak Moskau                                               | Team Canada                       |
| 1986 | Team Canada                                                     | Sokol Kiew                        |
| 1987 | Team Canada                                                     | Krylja Sowetow Moskau             |
| 1988 | Team USA                                                        | Team Canada                       |
| 1989 | HK Spartak Moskau                                               | Färjestad BK                      |
| 1990 | HK Spartak Moskau                                               | Team Canada                       |
| 1991 | HK ZSKA Moskau                                                  | HC Lugano                         |
| 1992 | Team Canada                                                     | Färjestad BK                      |
| 1993 | Färjestad BK                                                    | HC Davos                          |
| 1994 | Färjestad BK                                                    | HC Davos                          |
| 1995 | Team Canada                                                     | HK Lada Toljatti                  |
| 1996 | Team Canada                                                     | HC Davos                          |
| 1997 | Team Canada                                                     | Färjestad BK                      |
| 1998 | Team Canada                                                     | HC Davos                          |
| 1999 | Kölner Haie                                                     | HK Metallurg Magnitogorsk         |
| 2000 | HC Davos                                                        | Team Canada                       |
| 2001 | HC Davos                                                        | Team Canada                       |
| 2002 | Team Canada                                                     | HC Davos                          |
| 2003 | Team Canada                                                     | HC Davos                          |
| 2004 | HC Davos                                                        | HC Sparta Prag                    |
| 2005 | HK Metallurg Magnitogorsk                                       | Team Canada                       |
| 2006 | HC Davos                                                        | Team Canada                       |
| 2007 | Team Canada                                                     | Salawat Julajew Ufa               |
| 2008 | HK Dynamo Moskau                                                | Team Canada                       |
| 2009 | HK Dinamo Minsk                                                 | HC Davos                          |
| 2010 | SKA Sankt Petersburg                                            | Team Canada                       |
| 2011 | HC Davos                                                        | Dinamo Riga                       |
| 2012 | Team Canada                                                     | HC Davos                          |
| 2013 | Genève-Servette HC                                              | HK ZSKA Moskau                    |
| 2014 | Genève-Servette HC                                              | Salawat Julajew Ufa               |
| 2015 | Team Canada                                                     | HC Lugano                         |
| 2016 | Team Canada                                                     | HC Lugano                         |
| 2017 | Team Canada                                                     | Schweiz                           |
| 2018 | KalPa Kuopio                                                    | Team Canada                       |
| 2019 | Team Canada                                                     | HC Oceláři Třinec                 |
| 2020 | nicht ausgetragen                                               | nicht ausgetragen                 |
| 2021 | nicht ausgetragen                                               | nicht ausgetragen                 |
| 2022 | HC Ambrì-Piotta                                                 | HC Sparta Prag                    |
| 2023 | HC Davos                                                        | HC Dynamo Pardubice               |
| 2024 | Fribourg-Gottéron                                               | Straubing Tigers                  |

### Rekordsieger
- 1923: Oxford University 1 Sieg
- 1924: Oxford University und Berliner SC je 1 Sieg
- 1925: Oxford University 2 Siege
- 1926/27: Oxford University und Berliner SC je 2 Siege
- 1928–1930: Berliner SC 3 Siege
- 1931: Oxford University und Berliner SC je 3 Siege
- 1932–1936: Oxford University 4 Siege
- 1937: Oxford University und LTC Prag je 4 Siege
- 1938–1940: Oxford University, LTC Prag und HC Davos je 4 Siege
- 1941–1947: HC Davos 5-7 Siege
- 1948–1950: HC Davos und LTC Prag 7 Siege
- 1951–2016: HC Davos 8-15 Siege
- 2017–2018: HC Davos und Team Canada je 15 Siege
- 2019–2023: Team Canada 16 Siege
- seit 2023: HC Davos und Team Canada je 16 Siege